# 증강 인지
증강 인지(增强認知, augmented cognition)는 심리학, 공학의 학제간 연구 분야의 하나로, 인간-컴퓨터 상호작용, 심리학, 인간공학, 신경과학 등 더 전통적인 분야의 연구자들을 매료시켰다. 증강 인지 연구는 일반적으로 인간-컴퓨터 상호작용과 인터페이스가 이미 존재하는 작업과 환경에 초점을 두고 있다. 신경과학 분야의 개발자들은 실시간 컴퓨터 시스템을 운용하기 위해 인간 사용자의 인지 상태를 포착하는 응용 프로그램들을 개발하는 것을 목표로 두고 있다. 그렇게 함으로써 이 시스템들은 특정 환경의 사용자를 대상으로 운영 데이터를 제공할 수 있게 된다. 이 분야의 주된 연구 분야는 3가지가 있다: 인지상태조사(Cognitive State Assessment, CSA), 완화전략(Mitigation Strategies, MS), 강인한 제어기(Robust Controllers, RC). 이 학문의 하위 분야인 증간사회인지(Augmented Social Cognition)는 사람들의 기억, 생각, 추론 능력을 강화하는 것을 노력한다.

## 역사
1962년, 더글러스 엥겔바트는 "Augmenting Human Intellect: A Conceptual Framework" 보고서를 내면서 증강 인지를 소개하고 이에 대한 토대를 마련하였다.
현대의 증강 인지는 2000년대 초에 등장하기 시작했다.

## 같이 보기
- 증강현실
- 인간-컴퓨터 상호작용

## 참고 문헌
- Dylan Schmorrow, Ivy V. Estabrooke, Marc Grootjen: Foundations of Augmented Cognition. Neuroergonomics and Operational Neuroscience, 5th International Conference, FAC 2009 Held as Part of HCI International 2009 San Diego, CA, USA, July 19–24, 2009, Proceedings Springer 2009.
- Fuchs, Sven, Hale, Kelly S., Axelsson, Par, "Augmented Cognition can increase human performance in the control room," Human Factors and Power Plants and HPRCT 13th Annual Meeting, 2007 IEEE 8th, vol., no., pp. 128–132, 26–31 Aug. 2007